# Бенбоу (линеен кораб, 1913)
Бенбоу (на английски: HMS Benbow) е британски линеен кораб от типа „Айрън Дюк“. Третият кораб на тази серия линкори и третият кораб на флота, който е наречен е в чест на адмирал Джон Бенбоу.
„Бенбоу“ е заложен на 30 май 1912 г. в корабостроителницата на Уилям Бирдмор и компания, в Глазгоу. Спуснат на вода на 12 ноември 1913 г. и влиза в състава на флота на 7 октомври 1914 г.
По време на Първата световна война „Бенбоу“ влиза в бойния състав на Гранд Флийта, базиращ се в Скапа Флоу и оглавява едно от подразделенията на флота в главното военноморско сражение. „Бенбоу“ провежда остатъка от войната в английски води, след края на войната е изпратен в Средиземноморието, а след това в Черно море. „Бенбоу“ взема участие в Гражданската война в Русия. Той води бомбардировка по бреговите позиции на червените в поддръжка на Бялата армия до техния крах през 1920 г.
„Бенбоу“ остава в състава на Средиземноморския флот до 1926 г., когато се връща в Атлантическия флот.
„Бенбоу“ е отписан през 1929 г., разоръжен е в съответствие с Лондонското военноморско съглашение през 1930 г. и е продаден за разкомплектоване за металл през 1931 г.